# مونيك جانديرتون
مونيك جانديرتون هي ممثلة كندية، ولدت في 6 أغسطس 1980 في كندا.

## أعمال

### أفلام
- (2013) صائدي الساحرة[3]
- (2015) أرض الغد[4]
- (2015) أميريكان أولترا[5][6]
- (2018) الحرب اللانهائية[7][7]
- (2019) نهاية اللعبة[8][9]

## وصلات خارجية
- مونيك جانديرتون على موقع IMDb (الإنجليزية)
- مونيك جانديرتون على موقع أول موفي (الإنجليزية)
- مونيك جانديرتون على موقع قاعدة بيانات الفيلم (الإنجليزية)